# 3Р41
3Р41 «Волна» (укр. «Хвиля», код НАТО — Top Dome) — радянська та російська радіолокаційна станція супроводу та підсвічування цілі корабельного зенітного ракетного комплексу С-300Ф «Форт».

## Конструкція
Являє собою фазовану антенну решітку під куполом діаметром близько 4 м з фіксованим кутом піднесення і наведену по азимуту. У передній частині постаменту є також три напівциліндричні радіопрозорі ковпаки (імовірно приймач-передавач супроводу через ракету) і невеликий напівсферичний ковпак.
Кожен радар обслуговує 6 (на крейсерах проєкту 1144) або 8 (на крейсерах проєкту 1164) барабанів установки вертикального пуску ракет і здатний одночасно наводити ракети на 3 цілі в режимі поділу часу, на відміну від ранніх радянських корабельних ЗРК, де кожна ціль супроводжувалася окремим радаром. Сканування за кутом місця забезпечується електронно. На кожну ціль можливе одночасне наведення двох ракет.
Фазована антена решітка відрізняється своєрідністю пристрою. Замість індивідуальних випромінюючих елементів вона має центральний опромінювач і пласке відбивне дзеркало.

## Встановлення на кораблях
- ВПК проєкту 1134Б (дослідний зразок на ВПК «Азов»)
- Крейсери проєкту 1144
- Крейсери проєкту 1164
  - зокрема  Ракетний крейсер «Москва»

## Галерея
РЛС 3Р41 «Волна» на ракетному крейсері «Варяг», Владивосток, 22 травня 2015 р.

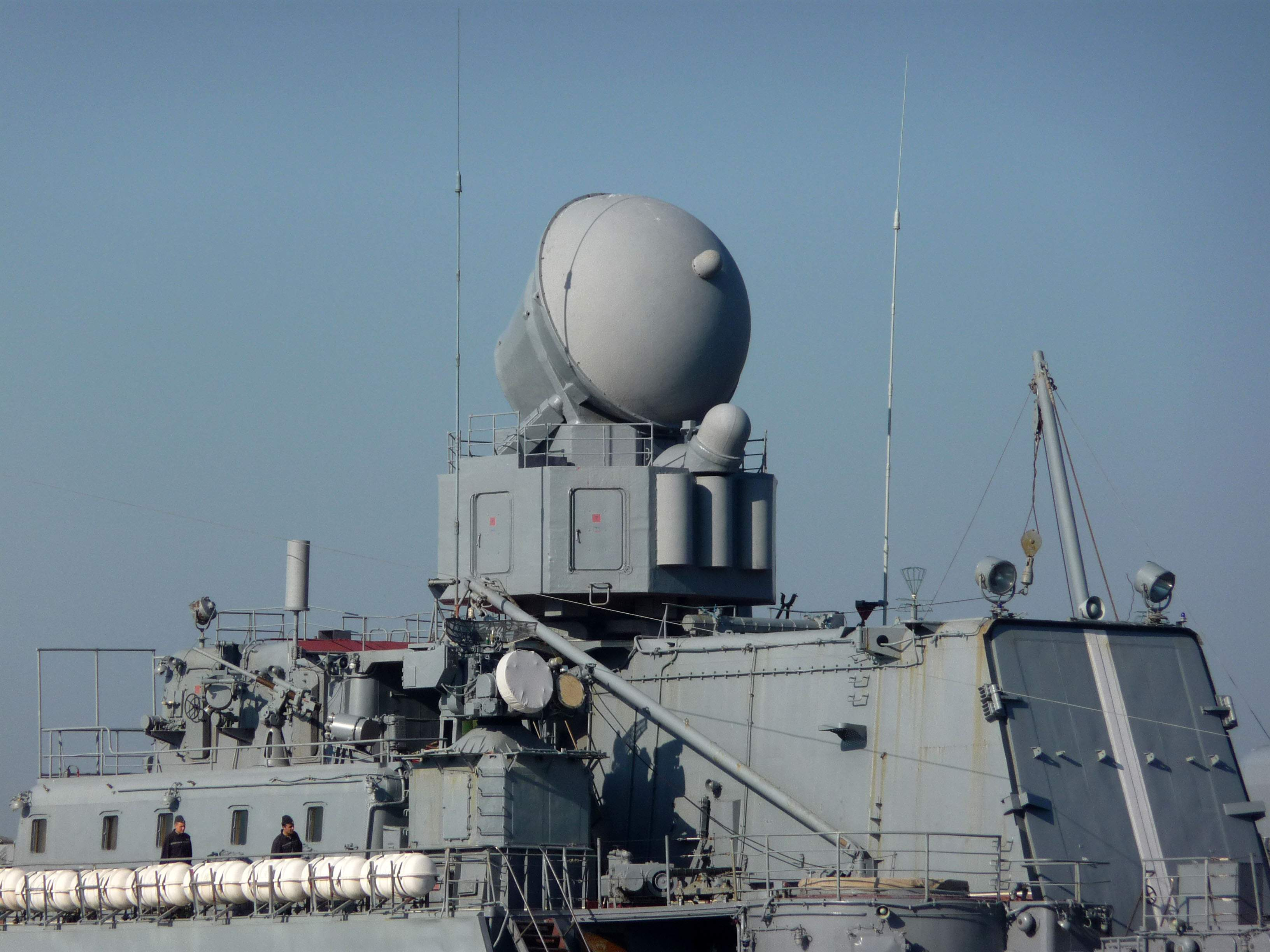
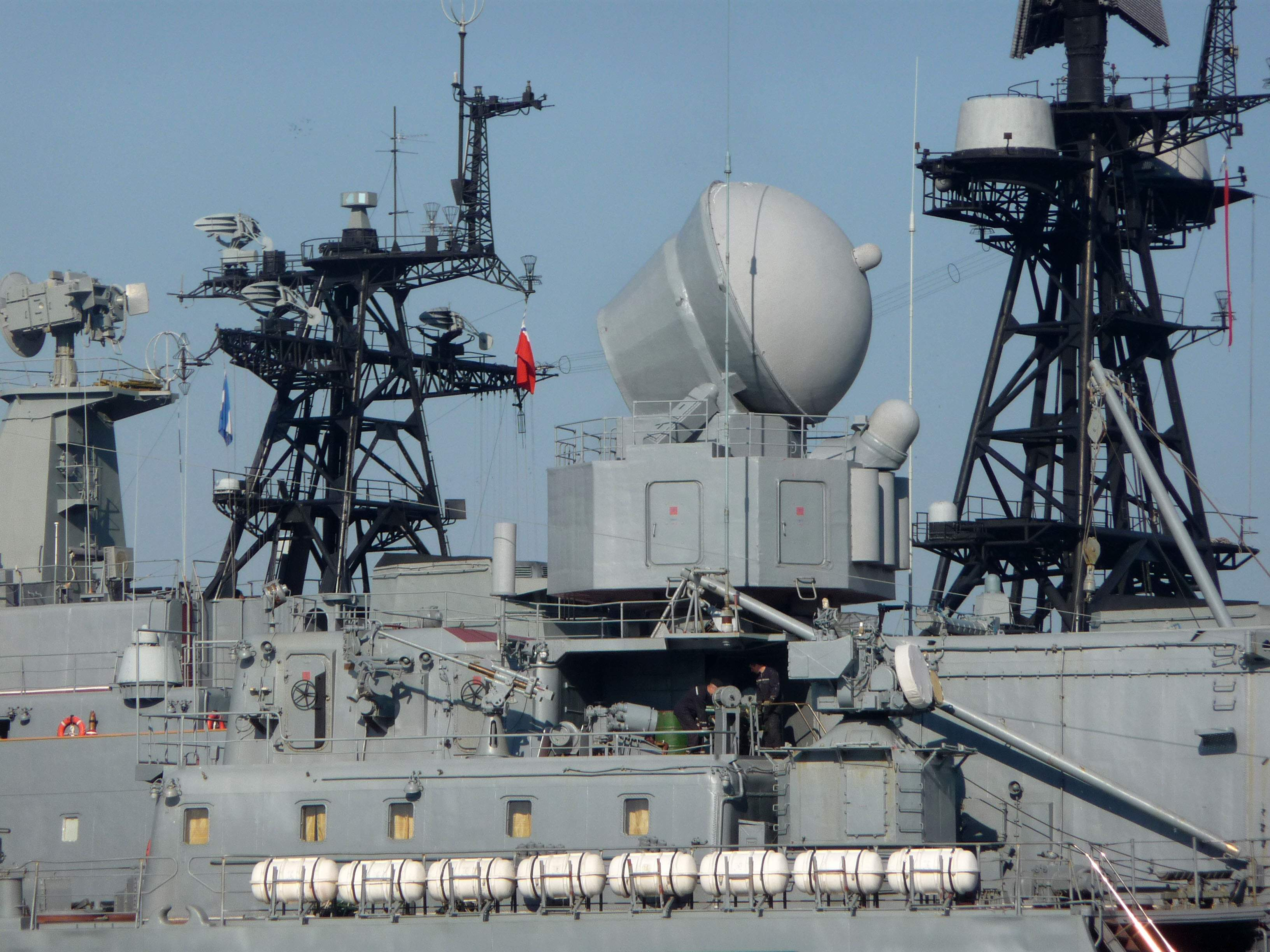
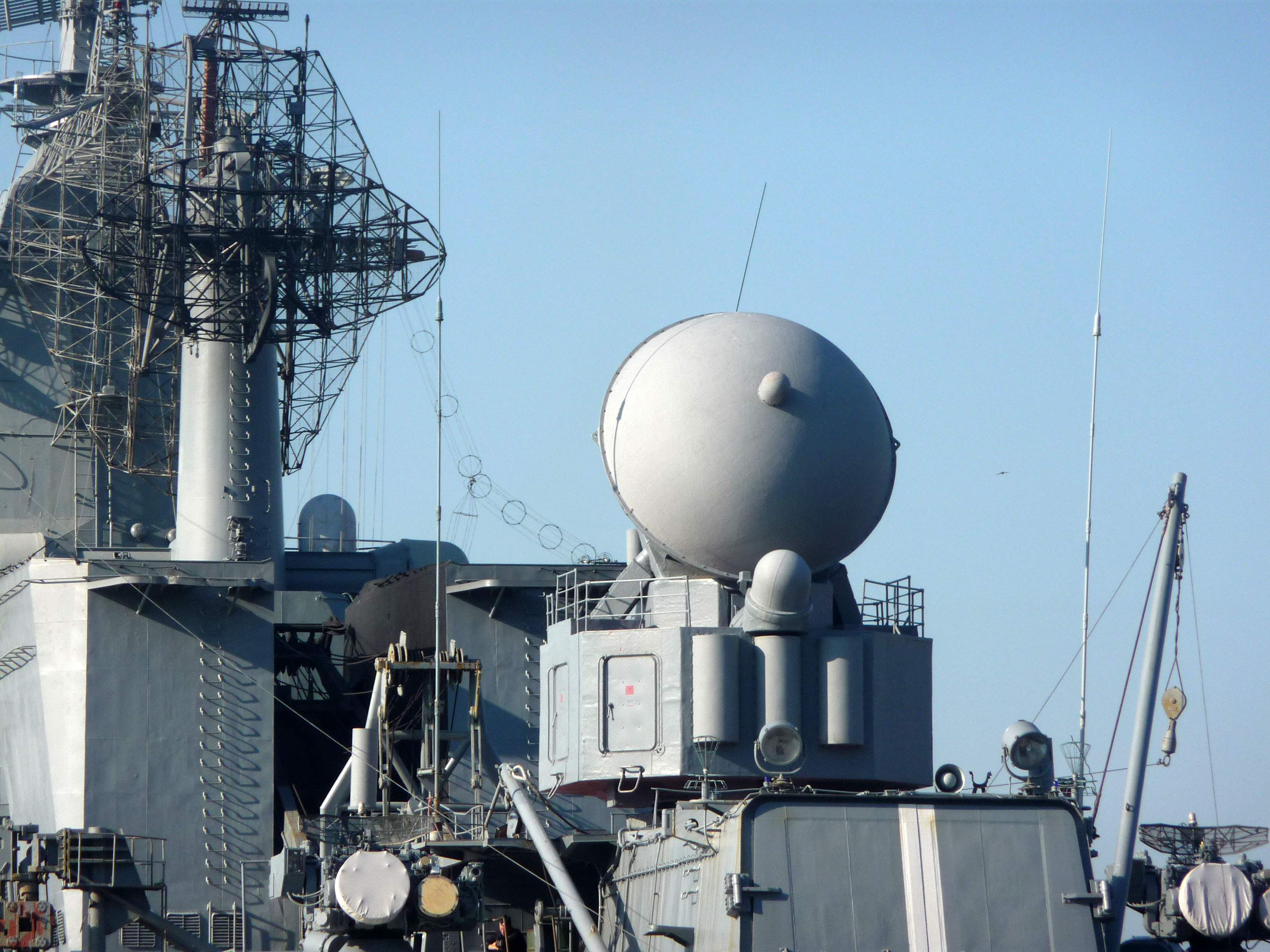